# Orifice piriforme
L'orifice piriforme (ou orifice antérieur des fosses nasales ou vestibule des cavités nasales ou vestibule des fosses nasales) est l'ouverture antérieure de la cavité nasale osseuse.

## Structure
L'orifice piriforme est l'orifice osseux située au niveau du nez sur la face avant du crâne. Il a une forme de poire de grand axe vertical et de sommet supérieur.
Les bords latéraux sont formés par les bords inférieurs des os nasaux dans leur partie supérieure et par les bords antérieurs du processus frontal du maxillaire dans leur partie inférieure
Son bord inférieur est formé par le bord supérieur de l'épine nasale antérieure du corps du maxillaire.
Les bords de l'orifice donnent attache aux cartilages nasaux latéraux et aux petits et grands cartilages alaires.

## Aspect clinique
Il existe une malformation congénitale de l'orifice piriforme relativement rare de cet orifice : la sténose congénitale des orifices piriformes (SCOP). Elle se manifeste par un nez bouché à la naissance, ce qui provoque une gêne respiratoire du nez chez l'enfant.
Chez l'adulte, une étroitesse des orifices piriformes peut également entraîner une obstruction nasale.